# 1797 en droit
Cet article présente les faits marquants de l'année 1797 en droit.

## Événements

### Février
- 5 février : Paul Ier confirme le décret de Catherine II de Russie ordonnant la fermeture de toutes les imprimeries non autorisées par le gouvernement et l’établissement de bureaux de censure laïc et ecclésiastiques.

### Avril
- Empire russe : manifeste limitant à trois jours la corvée due par les paysans et interdisant le travail le dimanche et les jours fériés.
- 23 avril, Empire russe : la noblesse est privée de son droit de présenter des doléances collectives au souverain, au Sénat et aux gouverneurs des provinces.

### Août
- Août : rejet par référendum de la constitution modérée en République batave.

### Décembre
- 7 décembre, Empire russe : création d’une « banque de secours » pour la noblesse, qui consent des prêts sur 25 ans à 6 %.